# ダミーサークル
ダミーサークルとは、実質的な活動実体が無いのにサークル参加（出展）を行うサークルを指す同人誌即売会用語。かつてはダミーやダミー申し込みとも呼ばれた。

## 概要
正規サークルのように偽装するためを含め、簡単なコピー誌・ペーパー・便箋などを作成・陳列するサークルもあるが、これらは偽装のためでないものも含めて1980年代前半には同一視されていた。ただし、当日新刊が間に合わないなどさまざまな事情により、こうした頒布・配布形態をとることもあることから、頒布・配布形態のみではダミーとそうでないものとの判別はできない。また、スペースが無人だった場合は単なる遅刻・欠席の可能性もある。持ち込み部数が0部であり、なおかつ事情をコミックマーケット準備会に申し出なかったサークルをダミーサークルと判断した場合、コミックマーケット45（1993年12月）におけるダミーサークルの総数は約1,200サークルであり、参加サークル数16,000に対して約7.5%を占めた。
ダミーサークルが当選した結果、ダミーでないサークルが割を食うという問題がある。つまり、ダミーサークルの分だけ当選枠が減ってしまうことになるうえ、ダミーサークルは当選するのに普通に活動しているサークルが落選してしまうという不公平感の元となってしまうということである。

## 動機
ダミーサークルは主に、以下のような目的で作られる。

### 販売スペースの確保
同会場に2つ以上のスペースを確保する目的でダミーサークルを結成するケースが存在する。このケースでは、1つのジャンルの同人誌はそのジャンルが集中する場所で多く売れるため、複数ジャンルの同人誌を発行するサークルが売り上げを伸ばそうと各ジャンルでそれぞれ申し込む行動がみられる。また、複数日の日程のイベントにおいて、各日にそれぞれ申し込みを行うケースも存在する。ただし、複数のサークルが互いの同人誌の頒布委託を行う場合や時間帯や開催日が異なる場合には、作業者の相互支援を行っている場合が日常的にみられ、単に同じ同人誌が複数スペースで頒布されているだけではダミーサークルと断定することはできない。
抽選倍率の高い即売会でのスペース確保をより確実にするために結成されることもある。コミックマーケットをはじめとする複数の即売会では1サークル・1代表者につき1スペースしか応募できないルールとなっており、複数スペースの申し込みはルール違反とされる。しかし、1スペースでは販売しきれない場合や混雑による混乱が予想され、サークル側が希望して2スペース分の費用をあらかじめ負担している場合、企画用にサークルが別途申請する場合などには主催者が1サークルによる複数スペース確保を容認するケースもあり、こうしたケースではダミーサークルとして扱われない。コミックマーケットでは事務処理の都合で同一サークルでの複数スペース登録はできないが、友人・サークルメンバーなどの名義でもう1つのサークルを登録し、「合体申込」の手続きを取ることによって同時に申し込んだ2つのサークルを隣接させ、ダミーサークルを使って申し込んだ場合と同じ実質的な1サークルで2サークルのスペースが確保できるようになる。

### サークル通行証の確保・販売

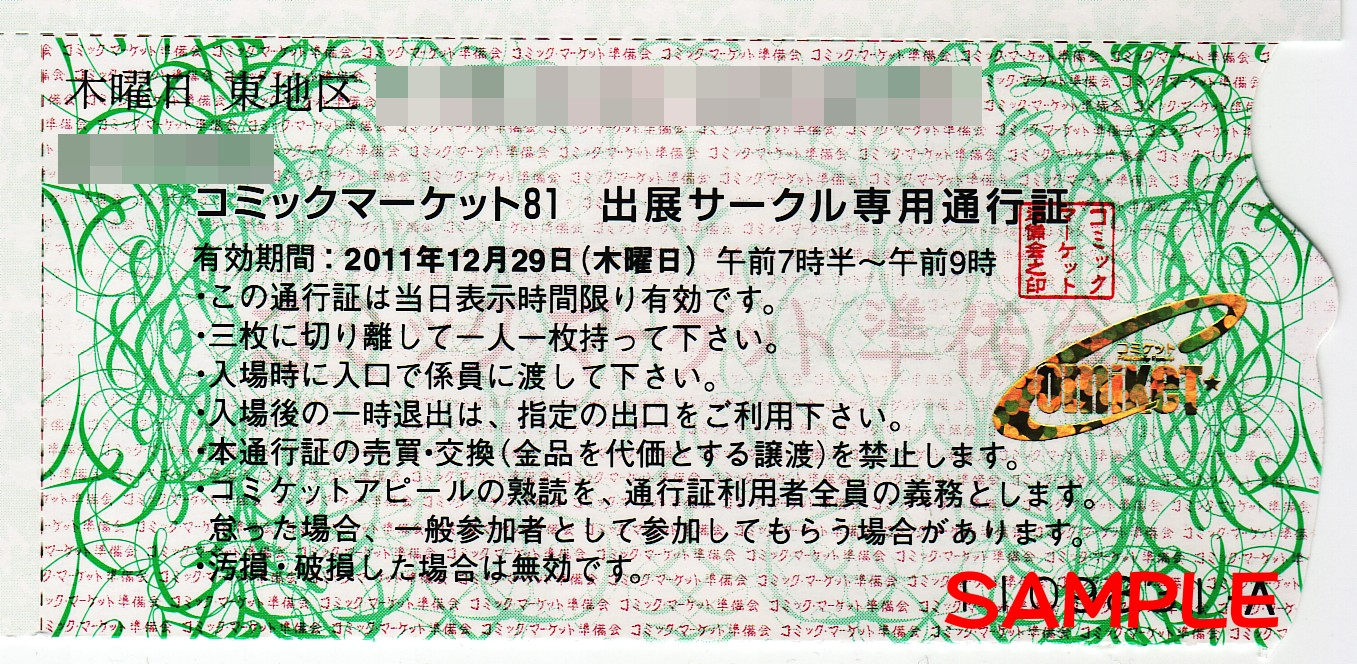
コミックマーケットのサークル通行証。売買・交換（金品を対価とする譲渡）の禁止が明記されている。

サークル通行証を確保し、開場前に入場する目的でダミーサークルが利用されるケースもある。サークル参加者は、頒布準備を行うために即売会の開場前に入場する必要がある。このため、即売会主催者はサークル参加者にそうであることを証明するサークル通行証を交付している。通行証があれば開場前に入場できることから、一般参加者よりも有利に同人誌を購入するためにダミーサークルが結成される。なお、サークル通行証は1サークルにつき複数枚交付されることもあり、使用の予定がなく余剰となった通行証が転売されることもある。これはダミーサークルに限らず、活動実態のある通常のサークルにおいても行う者がいる。また、前述の通り、サークル通行証を所持すると同人誌の購入に有利であるため、通行証が購入できるならば買いたい、という者は多い。特に、コミックマーケットのサークル通行証は高値で取引されることもあるほか、ダフ屋に渡るケースもあった。このサークル通行証の対価として金銭を得る目的でダミーサークルが申し込まれる場合があり、サークル通行証がインターネットオークションに数多く出品される人気商品となることで顕在化している。
コミックマーケット準備会では、ダミーサークルによるものであるなしにかかわらず、いかなる理由・目的であれ通行証の販売行為を一切禁止してはいるが、準備会でもせいぜいインターネットオークションで入場証を出品しているアカウントの一部を公表したり、入札の取り消しを呼びかけたりしているものの、オークション開催業者からの協力が得られていない状態である。

### 荷物置き場の確保
大量購入者や共同購入者、コスプレイヤーが荷物置き場を確保する目的で、ダミーサークルが使われることもある。これは、即売会でコスプレを行うコスプレイヤーは着替えのために荷物が多くなるが、ほとんどの即売会では荷物置き場まで提供できず、更衣室に放置された荷物が盗難に遭うケースも多いためである。

## 「ダミーサークル」という名称で活動したサークル
1980年代後半、「ダミーサークル」という名称で活動する同人サークルが実在した。あえて「ダミーサークル」というサークル名を用いるうえ、机の上には本を並べておらず「本なんか出るわけないじゃん」と張り紙が貼ってあるだけなど、一見しただけではダミーサークルのように見えるが、その「お遊び」が分かっている人は暗号（「『本なんか出るわけないじゃん』を下さい」）を伝えると、奥から本（タイトルが『本なんか出るわけないじゃん』）が出てきて買えた。これは一例に過ぎず、そのほかにもさまざまな「お遊び」があった。ダミーサークルのイメージを逆手に取ってネタにしたものである。このサークルには主宰のあさりよしとおをはじめ著名な執筆者が多数参加しており、その同人誌は非常に質が高かったと言われている。